# Bistum Veracruz
Das Bistum Veracruz (lat.: Dioecesis Verae Crucis, span.: Diócesis de Veracruz) ist eine in Mexiko gelegene römisch-katholische Diözese mit Sitz in der gut 400.000 Einwohner zählenden Hafenstadt Veracruz.

## Geschichte
Das Bistum Veracruz wurde am 9. Juni 1962 durch Papst Johannes XXIII. mit der Apostolischen Konstitution Populorum bono aus Gebietsabtretungen des Bistums San Andrés Tuxtla errichtet und dem Erzbistum Jalapa als Suffraganbistum unterstellt.

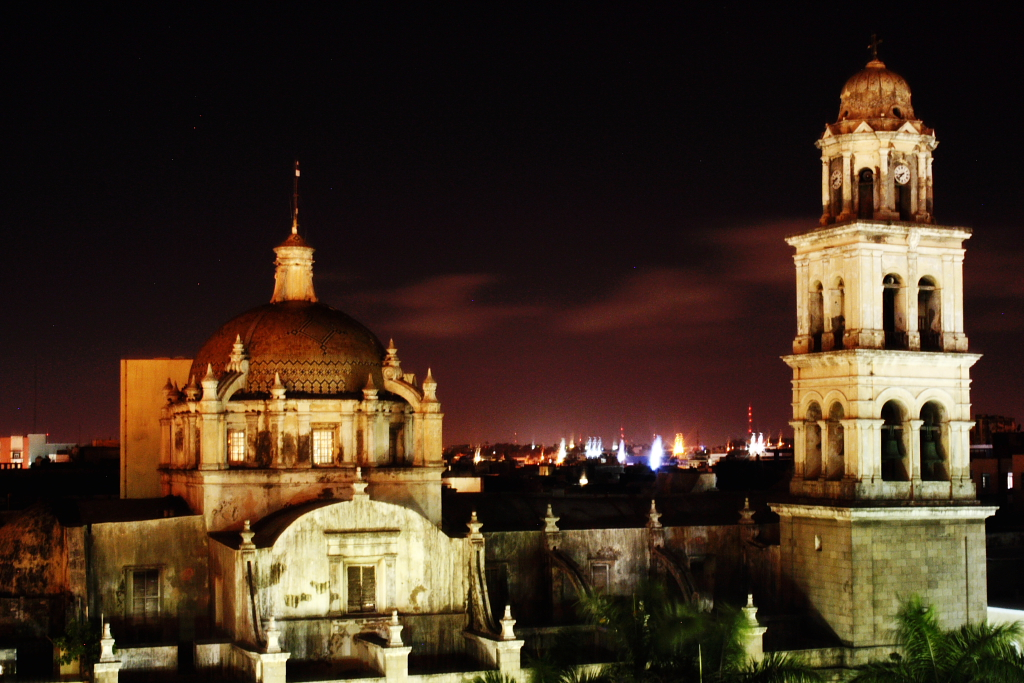
Kathedrale Asunción de María in Veracruz

## Bischöfe von Veracruz
- José Guadalupe Padilla Lozano, 1963–2000
- Luis Gabriel Cuara Méndez, 2000–2005
- Luis Felipe Gallardo Martín del Campo SDB, 2006–2018
- Carlos Briseño Arch OAR, seit 2018